# گلین چمبرلین
گلین چمبرلین (انگلیسی: Glyn Chamberlain؛ زادهٔ ۲۷ مهٔ ۱۹۵۸) بازیکن فوتبال اهل بریتانیا است.
از باشگاه‌هایی که در آن بازی کرده‌است می‌توان به باشگاه فوتبال مکلسفیلد تاون، باشگاه فوتبال هاید، باشگاه فوتبال هالیفاکس تاون، باشگاه فوتبال چسترفیلد، باشگاه فوتبال گینزبورو ترینیتی، باشگاه فوتبال کترینگ تاون، باشگاه فوتبال باکستون، باشگاه فوتبال برنلی، و باشگاه فوتبال درویلزدن اشاره کرد.